# 4883 Korolirina
4883 Korolirina è un asteroide della fascia principale. Scoperto nel 1978, presenta un'orbita caratterizzata da un semiasse maggiore pari a 2,7414048 UA e da un'eccentricità di 0,2376152, inclinata di 5,85618° rispetto all'eclittica.